# Râul Câlnic, Gilort
Râul Câlnic este un curs de apă, afluent al râului Gilort.